# Médaille académique du Gouverneur général
 (février 2024).

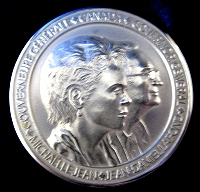
Médaille académique du Gouverneur général

La médaille académique du Gouverneur général a été créée en 1873 par Lord Dufferin afin de souligner l'excellence scolaire. Celle-ci est la récompense la plus prestigieuse pouvant être obtenue par un étudiant au Canada. La médaille récompense les étudiants ayant obtenu la meilleure moyenne générale à la fin de leurs études au niveau secondaire, collégial ou universitaire depuis plus de 140 ans. La médaille de bronze représente le niveau secondaire, l'argent le niveau collégial et l'or le niveau universitaire. Aucun prix en argent n'est remis avec cette récompense.

## Liste des récipiendaires notoires
- Robert Bourassa [1]
- Pierre Trudeau
- Kim Campbell
- Robert Stanfield
- Gabrielle Roy
- Elizabeth Monk
- Jérôme Dupras

## Liste de références
1. 1 2  Office of the Secretary to the Governor General, « Médaille académique du Gouverneur général », sur La gouverneure générale du Canada, 26 octobre 2017 (consulté le 22 janvier 2021)